# Jean Casimir-Perier
Jean Paul Pierre Casimir-Perier (8. listopad 1847, Paříž – 11. březen 1907, tamtéž) byl francouzský politik a francouzský prezident v letech 1894 a 1895. Casimir-Perier byl zvolen prezidentem po zdařeném atentátu na předchozího prezidenta Sadi Carnota. Stalo se tak podle francouzské ústavy tři dny po atentátu, dne 27. června 1894 na zasedání kongresu, složeného ze senátu a poslanecké sněmovny, jeho vítězství bylo jasné hned při prvním hlasování, ke zvolení bylo zapotřebí 423 hlasů, Casimir-Périer jich obdržel 451. Jeho jediným vážnějším soupeřem byl Dupuy. Rodina nového prezidenta náležela k tak zvaným republikánským dynastiím. Jeho otec byl původně bankéřem, později jedním z vynikajících státníků.